# Francesco Colombani
Francesco Colombani (Milano, 1813 – Tromello, 16 novembre 1864) è stato un politico italiano.

## Biografia
Fu eletto deputato nel Collegio elettorale di Lodi II per la VII legislatura del Regno di Sardegna, e successivamente Deputato del Regno d'Italia nella VIII legislatura del Regno d'Italia per il Collegio  di Lodi.